# 亨利-朱尔·德·波旁-孔代

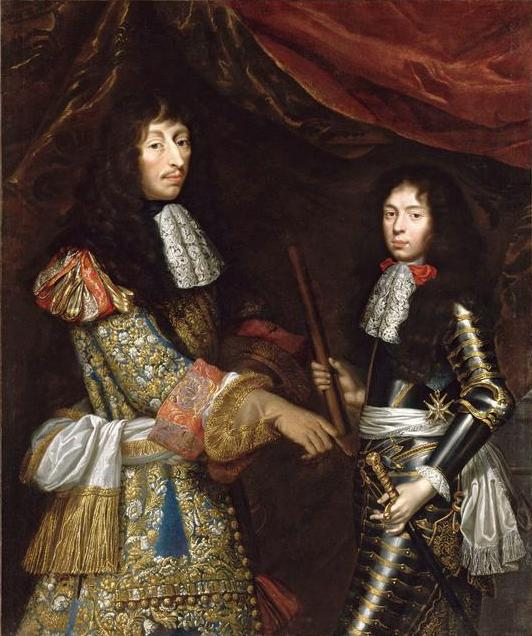
亨利·朱尔·德·波旁 (孔代亲王)

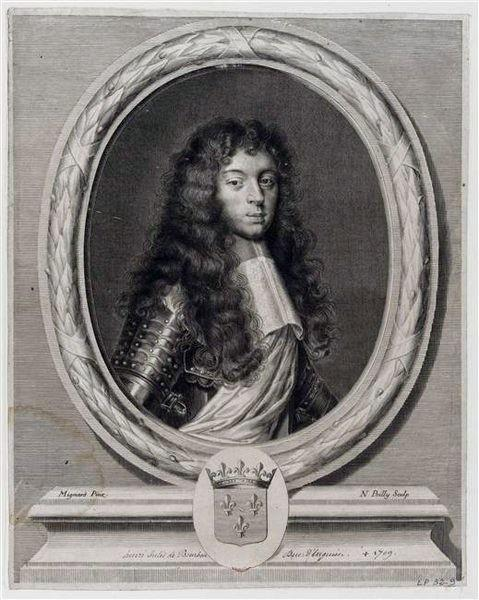
亨利·朱尔·德·波旁 (孔代亲王)

第五代孔代亲王亨利三世·朱尔·德·波旁（法語：Henri III Jules de Bourbon-Condé, 5me prince de Condé，1643年7月29日—1709年4月11日），大孔代的長子，曾隨父征戰。在投石党運動期間，他隨母親顛沛流離，後又隨父流亡異域。

## 家庭
1663年，亨利-朱尔與普法爾茨的安娜·亨麗埃特結婚，兩人共有1子3女：
1. 瑪麗·特蕾莎（1666年—1732年）
2. 路易三世（1668年—1710年）
3. 路易絲-貝內迪克特（英语：Louise Bénédicte de Bourbon）（1676年—1753年）
4. 瑪麗-安妮（英语：Marie Anne de Bourbon (1678–1718)）（1678年—1718年）